# Palmarès et statistiques de Caroline Wozniacki
 (mars 2025).
Motif : Techniquement non admissible + Base de données
- Archive Wikiwix
- Bing
- Cairn
- DuckDuckGo
- E. Universalis
- Gallica
- Google
- G. Books
- G. News
- G. Scholar
- Persée
- Qwant
- (zh) Baidu
- (ru) Yandex
- (wd) trouver des œuvres sur Wikidata

| 1. | Préciser le motif de la pose du bandeau. | Précisez le motif de la pose du bandeau en utilisant la syntaxe suivante : {{admissibilité à vérifier\|date=mars 2025\|motif=remplacez ce texte par le motif}}                                                      |
| 2. | Informer les utilisateurs concernés.     | Pensez à avertir le créateur de l'article, par exemple, en insérant le code ci-dessous sur sa page de discussion : {{subst:avertissement admissibilité à vérifier\|Palmarès et statistiques de Caroline Wozniacki}} |

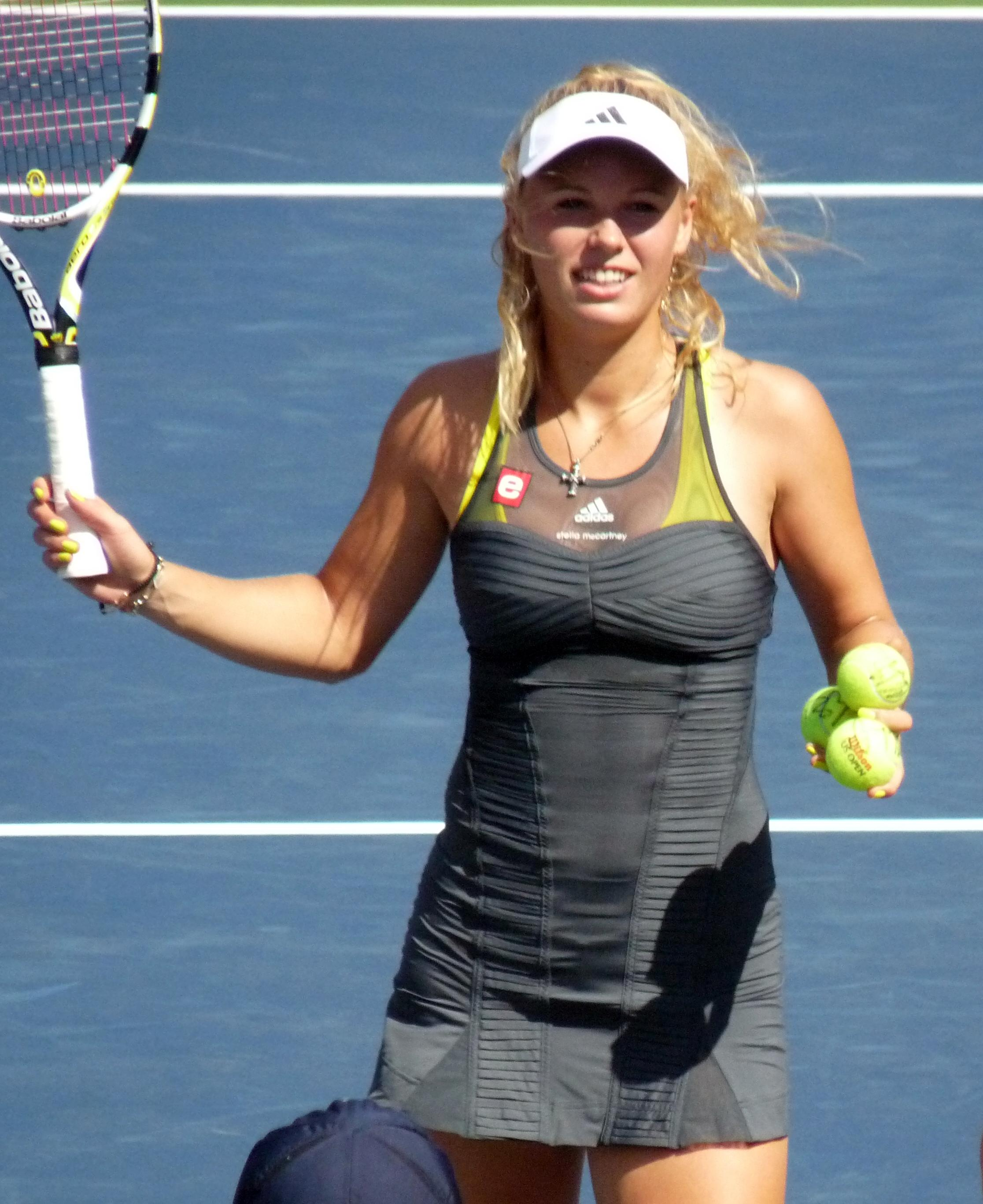
Caroline Wozniacki au US Open 2010 gagnant contre Chan Yung-jan 6-1, 6-0.

Cet article traite des différents résultats obtenus par Caroline Wozniacki, joueuse de tennis danoise. À ce jour, Wozniacki a remporté trente titres WTA dont un Grand Chelem, un Masters, trois Premier Mandatory et trois Premier 5. Elle a également passé 71 semaines à la place de no 1 mondiale. Elle est actuellement 37e mondiale au 13 janvier 2020.

## Principaux moments
En 2006, Wozniacki remporte Wimbledon juniors et perd en finale à l'Open d'Australie avant de remporter l'ITF 25 000 $ d'Istanbul. L'année suivante, Caroline fait ses débuts à temps plein sur le circuit avec notamment une demi-finale à Tokyo.
En 2008, elle remporte ses premiers tournois sur le circuit WTA à Stockholm, New Haven et Tokyo.
En 2009, classée 12e mondiale au début de la saison, elle explose littéralement cette année-là avec sa première finale en Grand Chelem. Elle s'incline finalement en finale face à la revenante Kim Clijsters, malgré un niveau de jeu impressionnant du début à la fin du tournoi. Cette année est marquée aussi par de nombreuses belles performances comme ses titres à Ponte Vedra Beach, Eastbourne et New Haven ainsi qu'une finale à Madrid et une demi-finale au Masters de fin d'année.
Une autre année exceptionnelle en 2010 pour Wozniacki avec des victoires à Montréal, New Haven, Tokyo et Pékin, une finale à Indian Wells et aux Masters ainsi qu'une demi-finale à l'US Open qui lui réussit très bien.
2011 est une deuxième année au sommet pour Wozniacki avec encore une demi-finale à l'US Open mais cette fois une autre à l'Open d'Australie et encore six victoires en tournoi. 2012 fut le début de la chute tout au long de la saison avec la pertes des nombreux titres acquis l'année précédente et seulement deux titres, à Séoul et Moscou. Elle continua sur sa lancée en 2013 avec cette fois-ci seulement un seul titre, à Luxembourg, et de très mauvaises performances en Grand Chelem (pas un seul 1/4 de finale).
Après un début 2014 très mauvais, la danoise va se reprendre un peu miraculeusement après Wimbledon et va même signer une deuxième finale de Grand Chelem à l'US Open et une demi-finale au Masters où elle a frôlé l'exploit face à la numéro 1 mondiale Serena Williams.
En 2015, malgré une défaite face à Victoria Azarenka au 2e Tour de l'Open d'Australie, elle retourne dans le Top 5 et va par la suite remporter le tournoi de Kuala Lumpur et atteindre la finale du tournoi de Stuttgart à la surprise générale après deux saisons sur terre complètement ratées (2 victoires au total). Mais sa fin de saison est catastrophique et elle finira l'année à la 17e place mondiale, bien en deçà des espoirs portés en elle après sa fin de saison 2014.
Après un début de saison 2016 encore une fois mauvais, une blessure à la cheville l'empêche de participer à toute la saison sur terre, ce qui la fait sortir du Top 30 et l'empêche d'être tête de série à Wimbledon, pour la première fois depuis l'Open d'Australie 2008. Une mauvaise saison sur gazon où elle n'arrive pas à retrouver le rythme la fait même sortir du Top 50 à la suite de son élimination au premier tour de Wimbledon. Elle se blesse à nouveau lors de son 2e tour contre Stosur à Washington, ce qui la force à abandonner alors qu'elle menait puis à déclarer forfait pour la Rogers Cup.
Elle est en revanche rétablie pour les Jeux olympiques de Rio, où elle est la porte-drapeau du Danemark. Malgré un échec au 2e tour du tournoi olympique, la Danoise atteint à la surprise générale les demi-finales de l'US Open où elle finira par s'incliner face à la nouvelle numéro 1 mondiale, Angelique Kerber.

## Finales importantes

### En Grand Chelem

#### Simple: 3 (1 titre, 2 finales)
| Résultat  | Année | Tournoi          | Surface | Adversaire      | Score de la finale |
| --------- | ----- | ---------------- | ------- | --------------- | ------------------ |
| Finaliste | 2009  | US Open          | Dur     | Kim Clijsters   | 5-7, 3-6           |
| Finaliste | 2014  | US Open          | Dur     | Serena Williams | 3-6, 3-6           |
| Vainqueur | 2018  | Open d'Australie | Dur     | Simona Halep    | 7-62, 3-6, 6-4     |

### Au Masters

#### Simple: 2 (1 titre, 1 finale)
| Résultat  | Tournoi                 | Surface    | Adversaire     | Score         |
| --------- | ----------------------- | ---------- | -------------- | ------------- |
| Finaliste | Masters 2010, Doha      | Dur (int.) | Kim Clijsters  | 3-6, 7-5, 3-6 |
| Vainqueur | Masters 2017, Singapour | Dur (int.) | Venus Williams | 6-4, 6-4      |

### En «Premier Mandatory» et «Premier 5»

#### Simple: 12 (6 titres, 6 finales)
| Résultat  | Année | Tournoi      | Surface | Adversaire           | Score         |
| --------- | ----- | ------------ | ------- | -------------------- | ------------- |
| Finaliste | 2009  | Madrid       | Terre   | Dinara Safina        | 2-6, 4-6      |
| Finaliste | 2010  | Indian Wells | Dur     | Jelena Janković      | 2-6, 4-6      |
| Vainqueur | 2010  | Canada       | Dur     | Vera Zvonareva       | 6-3, 6-2      |
| Vainqueur | 2010  | Tokyo        | Dur     | Elena Dementieva     | 1-6, 6-2, 6-3 |
| Vainqueur | 2010  | Pékin        | Dur     | Vera Zvonareva       | 6-3, 3-6, 6-3 |
| Vainqueur | 2011  | Dubaï        | Dur     | Svetlana Kuznetsova  | 6-1, 6-3      |
| Vainqueur | 2011  | Indian Wells | Dur     | Marion Bartoli       | 6-1, 2-6, 6-3 |
| Finaliste | 2013  | Indian Wells | Dur     | Maria Sharapova      | 2-6, 2-6      |
| Finaliste | 2017  | Dubaï        | Dur     | Elina Svitolina      | 4-6, 2-6      |
| Finaliste | 2017  | Miami        | Dur     | Johanna Konta        | 4-6, 3-6      |
| Finaliste | 2017  | Toronto      | Dur     | Elina Svitolina      | 4-6, 0-6      |
| Vainqueur | 2018  | Pékin        | Dur     | Anastasija Sevastova | 6-3, 6-3      |

### En Fed Cup
Statistiques de Caroline Wozniacki en Fed Cup :
| Par division            |
| ----------------------- |
| Groupe mondial (0-0)    |
| Groupe mondial II (0-0) |
| Groupe I (17-11)        |
| Groupe II (0-0)         |
| Groupe III (3-0)        |

| Par surface    |
| -------------- |
| Dur (7-5)      |
| Terre (11-5)   |
| Gazon (0-0)    |
| Moquette (2-1) |

| Par spécialité |
| -------------- |
| Simple (17-5)  |
| Double (3-6)   |
| Total (20-11)  |

- indique le résultat du match suivi du score, de la date, du lieu de la rencontre, de la division et de la surface.

| Résultat                                                                                                  | N° | Match | Type du match (partenaire éventuel)                                                                       | Pays opposé                                                                                               | Adversaire                                                                                                | Score |
| 0-3, 20 avril 2005, Club Ali Bey Manavgat, Antalya, Turquie, Phase de poules Europe/Afrique, Terre battue | 0-3, 20 avril 2005, Club Ali Bey Manavgat, Antalya, Turquie, Phase de poules Europe/Afrique, Terre battue | 0-3, 20 avril 2005, Club Ali Bey Manavgat, Antalya, Turquie, Phase de poules Europe/Afrique, Terre battue | 0-3, 20 avril 2005, Club Ali Bey Manavgat, Antalya, Turquie, Phase de poules Europe/Afrique, Terre battue | 0-3, 20 avril 2005, Club Ali Bey Manavgat, Antalya, Turquie, Phase de poules Europe/Afrique, Terre battue | 0-3, 20 avril 2005, Club Ali Bey Manavgat, Antalya, Turquie, Phase de poules Europe/Afrique, Terre battue | 0-3, 20 avril 2005, Club Ali Bey Manavgat, Antalya, Turquie, Phase de poules Europe/Afrique, Terre battue |
| --- | --- | --- | --- | --- | --- | --- |
| Défaite                                                                                                   | 1. | I | Simple | Serbie | Ana Jovanovic                                                                                             | 6-4, 65-7, 4-6                                                                                            |
| 1-2, 21 avril 2005, Club Ali Bey Manavgat, Antalya, Turquie, Phase de poules Europe/Afrique, Terre battue | | | | | | |
| Défaite                                                                                                   | 2. | I | Simple | Grande-Bretagne                                                                                           | Anne Keothavong                                                                                           | 3-6, 6-4, 2-6                                                                                             |
| 2-1, 22 avril 2005, Club Ali Bey Manavgat, Antalya, Turquie, Phase de poules Europe/Afrique, Terre battue | | | | | | |
| Victoire                                                                                                  | 3. | I | Simple | Slovénie                                                                                                  | Tina Križan                                                                                               | 6-0, 6-4                                                                                                  |
| 2-1, 23 avril 2005, Club Ali Bey Manavgat, Antalya, Turquie, Barrage de relégation, Terre battue          | | | | | | |
| Victoire                                                                                                  | 4. | I | Simple | Grèce | Anna Koumantou                                                                                            | 4-6, 6-1, 6-3                                                                                             |
| Victoire                                                                                                  | 5. | III | Double (avec Hanne Skak Jensen)                                                                           | Grèce | Asimina Kaplani / Anna Koumantou                                                                          | 7-65, 6-4                                                                                                 |
| 3-0, 18 avril 2006, TC Lokomotiv, Plovdiv, Bulgarie, Phase de poules Europe/Afrique, Terre battue         | | | | | | |
| Victoire                                                                                                  | 6. | II | Simple | Afrique du Sud                                                                                            | Alicia Pillay                                                                                             | 6-2, 6-0                                                                                                  |
| 3-0, 19 avril 2006, TC Lokomotiv, Plovdiv, Bulgarie, Phase de poules Europe/Afrique, Terre battue         | | | | | | |
| Victoire                                                                                                  | 7. | II | Simple | Slovénie                                                                                                  | Maša Zec Peškirič                                                                                         | 6-4, 61-7, 7-5                                                                                            |
| 0-3, 20 avril 2006, TC Lokomotiv, Plovdiv, Bulgarie, Phase de poules Europe/Afrique, Terre battue         | | | | | | |
| Défaite                                                                                                   | 8. | II | Simple | Serbie | Ana Ivanovic                                                                                              | 3-6, 0-6                                                                                                  |
| 0-3, 18 avril 2007, TC Lokomotiv, Plovdiv, Bulgarie, Phase de poules Europe/Afrique, Terre battue         | | | | | | |
| Défaite                                                                                                   | 9. | II | Simple | Suisse | Patty Schnyder                                                                                            | 65-7, 1-6                                                                                                 |
| 2-1, 19 avril 2007, TC Lokomotiv, Plovdiv, Bulgarie, Phase de poules Europe/Afrique, Terre battue         | | | | | | |
| Victoire                                                                                                  | 10. | II | Simple | Pays-Bas                                                                                                  | Elise Tamaela                                                                                             | 6-2, 6-1                                                                                                  |
| Victoire                                                                                                  | 11. | III | Double (avec Eva Dyrberg)                                                                                 | Pays-Bas                                                                                                  | Elise Tamaela / Nicole Thyssen                                                                            | 4-6, 6-3, 6-4                                                                                             |
| 1-2, 20 avril 2007, TC Lokomotiv, Plovdiv, Bulgarie, Phase de poules Europe/Afrique, Terre battue         | | | | | | |
| Victoire                                                                                                  | 12. | II | Simple | Roumanie                                                                                                  | Raluca Olaru                                                                                              | 6-1, 6-4                                                                                                  |
| Défaite                                                                                                   | 13. | III | Double (avec Eva Dyrberg)                                                                                 | Roumanie                                                                                                  | Mădălina Gojnea / Monica Niculescu                                                                        | 4-6, 5-7                                                                                                  |
| 0-3, 31 janvier 2008, SYMA Sportkozpont, Budapest, Hongrie, Phase de poules Europe/Afrique, Moquette      | | | | | | |
| Défaite                                                                                                   | 14. | II | Simple | Suisse | Patty Schnyder                                                                                            | 1-6, 66-7                                                                                                 |
| 2-1, 1er février 2008, SYMA Sportkozpont, Budapest, Hongrie, Phase de poules Europe/Afrique, Moquette     | | | | | | |
| Victoire                                                                                                  | 15. | II | Simple | Grande-Bretagne                                                                                           | Katie O'Brien                                                                                             | 6-2, 1-6, 6-2                                                                                             |
| Victoire                                                                                                  | 16. | III | Double (avec Eva Dyrberg)                                                                                 | Grande-Bretagne                                                                                           | Elena Baltacha / Anne Keothavong                                                                          | 6-3, 6-2                                                                                                  |
| 1-2, 04 février 2009, Coral Tennis Club, Tallinn, Estonie, Phase de poules Europe/Afrique, Dur            | | | | | | |
| Victoire                                                                                                  | 17. | II | Simple | Biélorussie                                                                                               | Victoria Azarenka                                                                                         | 6-3, 6-3                                                                                                  |
| Défaite                                                                                                   | 18. | III | Double (avec Eva Dyrberg)                                                                                 | Biélorussie                                                                                               | Olga Govortsova / Victoria Azarenka                                                                       | 0-6, 4-6                                                                                                  |
| 2-1, 05 février 2009, Coral Tennis Club, Tallinn, Estonie, Phase de poules Europe/Afrique, Dur            | | | | | | |
| Victoire                                                                                                  | 19. | II | Simple | Autriche                                                                                                  | Patricia Mayr-Achleitner                                                                                  | 6-2, 6-1                                                                                                  |
| 1-2, 03 février 2010, Estádio Nacional, Lisbonne, Portugal, Phase de poules Europe/Afrique, Dur           | | | | | | |
| Victoire                                                                                                  | 20. | II | Simple | Suède | Sofia Arvidsson                                                                                           | 6-3, 6-1                                                                                                  |
| Défaite                                                                                                   | 21. | III | Double (avec Karina Jacobsgaard)                                                                          | Suède | Sofia Arvidsson / Johanna Larsson                                                                         | 0-6, 0-6                                                                                                  |
| 2-1, 05 février 2010, Estádio Nacional, Lisbonne, Portugal, Phase de poules Europe/Afrique, Dur           | | | | | | |
| Victoire                                                                                                  | 22. | II | Simple | Lettonie                                                                                                  | Anastasija Sevastova                                                                                      | 6-2, 6-2                                                                                                  |
| 1-2, 03 février 2011, Municipal Tennis Club, Eilat, Israël, Phase de poules Europe/Afrique, Dur           | | | | | | |
| Victoire                                                                                                  | 23. | II | Simple | Suisse | Patty Schnyder                                                                                            | 6-3, 6-3                                                                                                  |
| Défaite                                                                                                   | 24. | III | Double (avec Mai Grage)                                                                                   | Suisse | Timea Bacsinszky / Patty Schnyder                                                                         | 3-6, 2-6                                                                                                  |
| 1-2, 04 février 2011, Municipal Tennis Club, Eilat, Israël, Phase de poules Europe/Afrique, Dur           | | | | | | |
| Victoire                                                                                                  | 25. | II | Simple | Grande-Bretagne                                                                                           | Anne Keothavong                                                                                           | 6-0, 6-2                                                                                                  |
| Défaite                                                                                                   | 26. | III | Double (avec Mai Grage)                                                                                   | Grande-Bretagne                                                                                           | Jocelyn Rae / Heather Watson                                                                              | 7-5, 5-7, 5-7                                                                                             |
| 1-2, 05 février 2011, Municipal Tennis Club, Eilat, Israël, Barrage de relégation Europe/Afrique, Dur     | | | | | | |
| Victoire                                                                                                  | 27. | II | Simple | Grèce | Eleni Daniilidou                                                                                          | 6-0, 6-3                                                                                                  |
| Défaite                                                                                                   | 28. | III | Double (avec Mai Grage)                                                                                   | Grèce | Eirini Georgatou / Eleni Daniilidou                                                                       | 2-6, 5-7                                                                                                  |
| 3-0, 15 avril 2015, Bellevue, Ulcinj, Monténégro, Phase de poules Europe/Afrique, Terre battue            | | | | | | |
| Victoire                                                                                                  | 29. | II | Simple | Algérie                                                                                                   | Ines Ibbou                                                                                                | 6-2, 6-1                                                                                                  |
| 2-1, 16 avril 2015, Bellevue, Ulcinj, Monténégro, Phase de poules Europe/Afrique, Terre battue            | | | | | | |
| Victoire                                                                                                  | 30. | II | Simple | Norvège                                                                                                   | Mélanie Stokke                                                                                            | 6-3, 6-2                                                                                                  |
| 2-0, 18 avril 2015, Bellevue, Ulcinj, Monténégro, Barrage de promotion, Terre battue                      | | | | | | |
| Victoire                                                                                                  | 31. | II | Simple | Grèce | Maria Sakkari                                                                                             | 6-3, 6-0                                                                                                  |

## Palmarès

### Titres en simple (30)
| No | Date       | Nom et lieu du tournoi                                   | Catégorie | Dotation      | Surface      | Finaliste                | Score          |          |
| -- | ---------- | -------------------------------------------------------- | --------- | ------------- | ------------ | ------------------------ | -------------- | -------- |
| 1  | 28/07/2008 | Nordea Nordic Light Open, Stockholm                      | Tier IV   | 145 000 $     | Dur (ext.)   | Vera Dushevina           | 6-0, 6-2       | Parcours |
| 2  | 17/08/2008 | Pilot Pen Tennis by Schick, New Haven                    | Tier II   | 600 000 $     | Dur (ext.)   | Anna Chakvetadze         | 3-6, 6-4, 6-1  | Parcours |
| 3  | 29/09/2008 | AIG Japan Open, Tokyo                                    | Tier III  | 175 000 $     | Dur (ext.)   | Kaia Kanepi              | 6-2, 3-6, 6-1  | Parcours |
| 4  | 06/04/2009 | MPS Group Championships, Ponte Vedra Beach               | Intern'l  | 220 000 $     | Terre (ext.) | Aleksandra Wozniak       | 6-1, 6-2       | Parcours |
| 5  | 15/06/2009 | AEGON International, Eastbourne                          | Premier   | 600 000 $     | Gazon (ext.) | Virginie Razzano         | 7-65, 7-5      | Parcours |
| 6  | 24/08/2009 | Pilot Pen Tennis by Schick, New Haven                    | Premier   | 600 000 $     | Dur (ext.)   | Elena Vesnina            | 6-2, 6-4       | Parcours |
| 7  | 05/04/2010 | MPS Group Championships, Ponte Vedra Beach               | Intern'l  | 220 000 $     | Terre (ext.) | Olga Govortsova          | 6-2, 7-5       | Parcours |
| 8  | 02/08/2010 | e-Boks Sony Ericsson Open, Copenhague                    | Intern'l  | 220 000 $     | Dur (int.)   | Klára Zakopalová         | 6-2, 7-65      | Parcours |
| 9  | 16/08/2010 | Coupe Rogers, Montréal                                   | Premier 5 | 2 000 000 $   | Dur (ext.)   | Vera Zvonareva           | 6-3, 6-2       | Parcours |
| 10 | 23/08/2010 | Pilot Pen Tennis at Yale, New Haven                      | Premier   | 600 000 $     | Dur (ext.)   | Nadia Petrova            | 6-3, 3-6, 6-3  | Parcours |
| 11 | 26/09/2010 | Toray Pan Pacific Open, Tokyo                            | Premier 5 | 2 000 000 $   | Dur (ext.)   | Elena Dementieva         | 1-6, 6-2, 6-3  | Parcours |
| 12 | 02/10/2010 | China Open, Pékin                                        | PREMIER*  | 4 500 000 $   | Dur (ext.)   | Vera Zvonareva           | 6-3, 3-6, 6-3  | Parcours |
| 13 | 14/02/2011 | Duty Free Tennis Championships, Dubaï                    | Premier 5 | 2 050 000 $   | Dur (ext.)   | Svetlana Kuznetsova      | 6-1, 6-3       | Parcours |
| 14 | 09/03/2011 | BNP Paribas Open, Indian Wells                           | PREMIER*  | 4 500 000 $   | Dur (ext.)   | Marion Bartoli           | 6-1, 2-6, 6-3  | Parcours |
| 15 | 04/04/2011 | Family Circle Cup, Charleston                            | Premier   | 721 000 $     | Terre (ext.) | Elena Vesnina            | 6-2, 6-3       | Parcours |
| 16 | 16/05/2011 | Brussels Open by GDF Suez, Bruxelles                     | Premier   | 618 000 $     | Terre (ext.) | Peng Shuai               | 2-6, 6-3, 6-3  | Parcours |
| 17 | 06/06/2011 | e-Boks Sony Ericsson Open, Copenhague                    | Intern'l  | 220 000 $     | Dur (int.)   | Lucie Šafářová           | 6-1, 6-4       | Parcours |
| 18 | 22/08/2011 | New Haven Open at Yale, New Haven                        | Premier   | 618 000 $     | Dur (ext.)   | Petra Cetkovská          | 6-4, 6-1       | Parcours |
| 19 | 17/09/2012 | KDB Korea Open, Séoul                                    | Intern'l  | 500 000 $     | Dur (ext.)   | Kaia Kanepi              | 6-1, 6-0       | Parcours |
| 20 | 15/10/2012 | Kremlin Cup by Bank of Moscow, Moscou                    | Premier   | 740 000 $     | Dur (int.)   | Samantha Stosur          | 6-2, 4-6, 7-5  | Parcours |
| 21 | 14/10/2013 | BGL BNP Paribas Open, Luxembourg                         | Intern'l  | 235 000 $     | Dur (int.)   | Annika Beck              | 6-2, 6-2       | Parcours |
| 22 | 14/07/2014 | TEB BNP Paribas Istanbul Cup, Istanbul                   | Intern'l  | 250 000 $     | Dur (ext.)   | Roberta Vinci            | 6-1, 6-1       | Parcours |
| 23 | 02/03/2015 | BMW Malaysian Open, Kuala Lumpur                         | Intern'l  | 250 000 $     | Dur (ext.)   | Alexandra Dulgheru       | 4-6, 6-2, 6-1  | Parcours |
| 24 | 19/09/2016 | Toray Pan Pacific Open, Tokyo                            | Premier   | 1 000 000 $   | Dur (ext.)   | Naomi Osaka              | 7-5, 6-3       | Parcours |
| 25 | 10/10/2016 | Prudential Hong Kong Tennis Open, Hong Kong              | Intern'l  | 250 000 $     | Dur (ext.)   | Kristina Mladenovic      | 6-1, 64-7, 6-2 | Parcours |
| 26 | 18-09-2017 | Toray Pan Pacific Open, Tokyo                            | Premier   | 1 000 000 $   | Dur (ext.)   | Anastasia Pavlyuchenkova | 6-0, 7-5       | Parcours |
| 27 | 22-10-2017 | BNP Paribas WTA Finals presented by SC Global, Singapour | Masters   | 7 000 000 $   | Dur (int.)   | Venus Williams           | 6-4, 6-4       | Parcours |
| 28 | 15-01-2018 | Australian Open, Melbourne                               | G. Chelem | 25 096 000 A$ | Dur (ext.)   | Simona Halep             | 7-62, 3-6, 6-4 | Parcours |
| 29 | 24-06-2018 | Nature Valley International, Eastbourne                  | Premier   | 852 564 $     | Gazon (ext.) | Aryna Sabalenka          | 7-5, 7-65      | Parcours |
| 30 | 29-09-2018 | China Open, Pékin                                        | PREMIER*  | 8 285 274 $   | Dur (ext.)   | Anastasija Sevastova     | 6-3, 6-3       | Parcours |

### Finales en simple (25)
| No | Date       | Nom et lieu du tournoi                         | Catégorie | Dotation     | Surface      | Vainqueure         | Score          |          |
| -- | ---------- | ---------------------------------------------- | --------- | ------------ | ------------ | ------------------ | -------------- | -------- |
| 1  | 20/10/2008 | FORTIS Championships, Luxembourg               | Tier III  | 225 000 $    | Dur (int.)   | Elena Dementieva   | 2-6, 6-4, 7-64 | Parcours |
| 2  | 16/02/2009 | M. Keegan & Cellular South Cup, Memphis        | Intern'l  | 220 000 $    | Dur (int.)   | Victoria Azarenka  | 6-1, 6-3       | Parcours |
| 3  | 13/04/2009 | Family Circle Cup, Charleston                  | Premier   | 1 000 000 $  | Terre (ext.) | Sabine Lisicki     | 6-2, 6-4       | Parcours |
| 4  | 09/05/2009 | Mutua Madrileña Open, Madrid                   | PREMIER*  | 4 500 000 $  | Terre (ext.) | Dinara Safina      | 6-2, 6-4       | Parcours |
| 5  | 06/07/2009 | Collector Swedish Open Women, Båstad           | Intern'l  | 220 000 $    | Terre (ext.) | M. J. Martínez     | 7-5, 6-4       | Parcours |
| 6  | 31/08/2009 | US Open, Flushing Meadows                      | G. Chelem | 9 756 000 $  | Dur (ext.)   | Kim Clijsters      | 7-5, 6-3       | Parcours |
| 7  | 10/03/2010 | BNP Paribas Open, Indian Wells                 | PREMIER*  | 4 500 000 $  | Dur (ext.)   | Jelena Janković    | 6-2, 6-4       | Parcours |
| 8  | 26/10/2010 | WTA Championships, Doha                        | Masters   | 4 550 000 $  | Dur (ext.)   | Kim Clijsters      | 6-3, 5-7, 6-3  | Parcours |
| 9  | 21/02/2011 | Qatar Ladies Open, Doha                        | Premier   | 721 000 $    | Dur (ext.)   | Vera Zvonareva     | 6-4, 6-4       | Parcours |
| 10 | 18/04/2011 | Porsche Tennis Grand Prix, Stuttgart           | Premier   | 721 000 $    | Terre (int.) | Julia Görges       | 7-63, 6-3      | Parcours |
| 11 | 09/04/2012 | e-Boks Open, Copenhague                        | Intern'l  | 220 000 $    | Dur (int.)   | Angelique Kerber   | 6-4, 6-4       | Parcours |
| 12 | 30/10/2012 | Qatar Airways Tournament of Champions, Sofia   | Intern'l  | 750 000 $    | Dur (int.)   | Nadia Petrova      | 6-2, 6-1       | Parcours |
| 13 | 04/03/2013 | BNP Paribas Open, Indian Wells                 | PREMIER*  | 6 020 268 $  | Dur (ext.)   | Maria Sharapova    | 6-2, 6-2       | Parcours |
| 14 | 25/08/2014 | US Open, Flushing Meadows                      | G. Chelem | 18 102 000 $ | Dur (ext.)   | Serena Williams    | 6-3, 6-3       | Parcours |
| 15 | 15/09/2014 | Toray Pan Pacific Open, Tokyo                  | Premier   | 1 000 000 $  | Dur (ext.)   | Ana Ivanović       | 6-2, 7-62      | Parcours |
| 16 | 05/01/2015 | ASB Classic, Auckland                          | Intern'l  | 250 000 $    | Dur (ext.)   | Venus Williams     | 2-6, 6-3, 6-3  | Parcours |
| 17 | 20/04/2015 | Porsche Tennis Grand Prix, Stuttgart           | Premier   | 731 000 $    | Terre (int.) | Angelique Kerber   | 3-6, 6-1, 7-5  | Parcours |
| 18 | 13-02-2017 | Qatar Total Open, Doha                         | Premier   | 776 000 $    | Dur (ext.)   | Karolína Plíšková  | 6-3, 6-4       | Parcours |
| 19 | 19-02-2017 | Duty Free Tennis Championships, Dubaï          | Premier 5 | 2 666 000 $  | Dur (ext.)   | Elina Svitolina    | 6-4, 6-2       | Parcours |
| 20 | 21-03-2017 | Miami Open presented by Itaú, Miami            | PREMIER*  | 7 669 423 $  | Dur (ext.)   | Johanna Konta      | 6-4, 6-3       | Parcours |
| 21 | 25-06-2017 | Aegon International, Eastbourne                | Premier   | 819 000 $    | Gazon (ext.) | Karolína Plíšková  | 6-4, 6-4       | Parcours |
| 22 | 24-07-2017 | Ericsson Open, Båstad                          | Intern'l  | 250 000 $    | Terre (ext.) | Kateřina Siniaková | 6-3, 6-4       | Parcours |
| 23 | 07-08-2017 | Rogers Cup presented by National Bank, Toronto | Premier 5 | 2 735 139 $  | Dur (ext.)   | Elina Svitolina    | 6-4, 6-0       | Parcours |
| 24 | 01-01-2018 | ASB Classic, Auckland                          | Intern'l  | 250 000 $    | Dur (ext.)   | Julia Görges       | 6-4, 7-64      | Parcours |
| 25 | 01-04-2019 | Volvo Car Open, Charleston                     | Premier   | 757 900 $    | Terre (ext.) | Madison Keys       | 7-65, 6-3      | Parcours |

### Titres en double (2)
| No | Date       | Nom et lieu du tournoi                 | Catégorie | Dotation  | Surface    | Partenaire        | Finalistes                       | Score     |          |
| -- | ---------- | -------------------------------------- | --------- | --------- | ---------- | ----------------- | -------------------------------- | --------- | -------- |
| 1  | 22/09/2008 | China Open Pékin                       | Tier II   | 600 000 $ | Dur (ext.) | Anabel Medina     | Han Xinyun Xu Yifan              | 6-1, 6-3  | Parcours |
| 2  | 16/02/2009 | M. Keegan & Cellular South Cup Memphis | Intern'l  | 220 000 $ | Dur (int.) | Victoria Azarenka | Yuliana Fedak Michaëlla Krajicek | 6-1, 7-62 | Parcours |

### Finale en double (1)
| No | Date       | Nom et lieu du tournoi                 | Catégorie | Dotation  | Surface    | Vainqueures                  | Partenaire        | Score     |          |
| -- | ---------- | -------------------------------------- | --------- | --------- | ---------- | ---------------------------- | ----------------- | --------- | -------- |
| 1  | 20/02/2006 | M. Keegan & Cellular South Cup Memphis | Tier III  | 175 000 $ | Dur (int.) | Lisa Raymond Samantha Stosur | Victoria Azarenka | 7-62, 6-3 | Parcours |

### En ITF (4 titres, 2 finales)
| ITF 100 000 $ (1–0) |
| ITF 75 000 $ (2–0)  |
| ITF 50 000 $ (0–1)  |
| ITF 25 000 $ (1–1)  |
| ITF 10 000 $ (0–0)  |

| Titres par surface |
| ------------------ |
| Dur (2–0)          |
| Terre (0–2)        |
| Gazon (0–0)        |
| Moquette (2–0)     |

| Outcome   | #  | Date             | Tournament            | Surface         | Opponent          | Score         |
| --------- | -- | ---------------- | --------------------- | --------------- | ----------------- | ------------- |
| Runner-up | 1. | 16 avril 2006    | Civitavecchia, Italie | Terre           | Martina Müller    | 6-1, 6-1      |
| Vainqueur | 1. | 29 octobre 2006  | Istanbul, Turquie     | Hard (i)        | Tatjana Maria     | 6-2, 6-1      |
| Vainqueur | 2. | 4 février 2007   | Urtijëi, Italie       | Moquette (int.) | Alberta Brianti   | 4-6, 7-5, 6-3 |
| Vainqueur | 3. | 4 mars 2007      | Las Vegas, États-Unis | Dur             | Akiko Morigami    | 6-3, 6-2      |
| Finaliste | 2. | 1er avril 2007   | Latina, Italie        | Tere            | Yvonne Meusburger | 7-5, 4-6, 6-3 |
| Vainqueur | 4. | 23 novembre 2008 | Odense, Danemark      | Moquette (int.) | Sofia Arvidsson   | 6-2, 6-1      |

## Parcours en «Premier Mandatory» et «Premier 5»
Découlant d'une réforme du circuit WTA inaugurée en 2009, les tournois WTA « Premier Mandatory » et « Premier 5 » constituent les catégories d'épreuves les plus prestigieuses, après les quatre levées du Grand Chelem.

## Statistiques générales
Au 7 janvier 2019 après le tournoi d'Auckland 2019.
| Tournoi                   | 2005          | 2006          | 2007          | 2008          | 2009             | 2010             | 2011             | 2012             | 2013             | 2014             | 2015             | 2016             | 2017             | 2018             | 2019             | Tournois | V-D     |
| ------------------------- | ------------- | ------------- | ------------- | ------------- | ---------------- | ---------------- | ---------------- | ---------------- | ---------------- | ---------------- | ---------------- | ---------------- | ---------------- | ---------------- | ---------------- | -------- | ------- |
| Grand Chelem              |               |               |               |               |                  |                  |                  |                  |                  |                  |                  |                  |                  |                  |                  |          |         |
| Open d'Australie          | Absente       | Absente       | Absente       | HF            | 3T               | HF               | DF               | QF               | HF               | 3T               | 2T               | 1T               | 3T               | V                |                  | 1 / 11   | 32-10   |
| Roland-Garros             | Absente       | Absente       | 1T            | 3T            | 3T               | QF               | 3T               | 3T               | 2T               | 1T               | 2T               | A                | QF               | HF               |                  | 0 / 11   | 21-11   |
| Wimbledon                 | A             | Q1            | 2T            | 3T            | HF               | HF               | HF               | 1T               | 2T               | HF               | HF               | 1T               | HF               | 2T               |                  | 0 / 12   | 23-12   |
| US Open                   | Absente       | Absente       | 2T            | HF            | F                | DF               | DF               | 1T               | 3T               | F                | 2T               | DF               | 2T               | 2T               |                  | 0 / 12   | 36-12   |
| Victoires-Défaites        | 0-0           | 0-0           | 2-3           | 10-4          | 13-4             | 15-4             | 15-4             | 6-4              | 7-4              | 11-4             | 6-4              | 5-3              | 10-4             | 11-2             |                  | 1 / 45   | 111-44  |
| WTA Masters Finals        |               |               |               |               |                  |                  |                  |                  |                  |                  |                  |                  |                  |                  |                  |          |         |
| WTA Masters               | Non Qualifiée | Non Qualifiée | Non Qualifiée | Non Qualifiée | DF               | F                | RR               | Non Qualifiée    | Non Qualifiée    | DF               | Non Qualifiée    | Non Qualifiée    | V                | RR               |                  | 1 / 6    | 14-10   |
| Jeux Olympiques           |               |               |               |               |                  |                  |                  |                  |                  |                  |                  |                  |                  |                  |                  |          |         |
| Jeux Olympiques           | Non Joué      | Non Joué      | Non Joué      | 3T            | Non Joué         | Non Joué         | Non Joué         | QF               | Non Joué         | Non Joué         | Non Joué         | 2T               | Non Joué         | Non Joué         | Non Joué         | 0 / 3    | 6-3     |
| WTA Premier Mandatory     |               |               |               |               |                  |                  |                  |                  |                  |                  |                  |                  |                  |                  |                  |          |         |
| Indian Wells              | Absente       | Absente       | 2T            | HF            | QF               | F                | V                | HF               | F                | HF               | 3T               | 2T               | QF               | HF               |                  | 1 / 12   | 32-11   |
| Miami                     | Absente       | Absente       | Absente       | HF            | QF               | QF               | HF               | SF               | 3T               | QF               | HF               | 3T               | F                | 2T               |                  | 0 / 11   | 27-11   |
| Madrid                    | Non Joué      | Non Joué      | Non Joué      | Non Joué      | F                | 2T               | 3T               | 3T               | 1T               | 2T               | QF               | A                | 2T               | 3T               |                  | 0 / 9    | 17-9    |
| Pékin                     | WTA Premier   | WTA Premier   | WTA Premier   | WTA Premier   | 1T               | V                | QF               | 3T               | QF               | 2T               | 3T               | 3T               | 3T               | V                |                  | 2 / 10   | 24-8    |
| WTA Premier 5             |               |               |               |               |                  |                  |                  |                  |                  |                  |                  |                  |                  |                  |                  |          |         |
| Rome                      | Absente       | Absente       | Absente       | 3T            | 3T               | 3T               | DF               | 2T               | 1T               | A                | 2T               | Absente          | Absente          | QF               |                  | 0 / 8    | 10-8    |
| Canada                    | Absente       | Absente       | 1T            | A             | 2T               | V                | 2T               | DF               | 2T               | QF               | 2T               | A                | F                | 2T               |                  | 1 / 10   | 15-9    |
| Cincinnati                | Premier       | Premier       | Premier       | Premier       | QF               | 3T               | 2T               | 3T               | QF               | DF               | 2T               | A                | QF               | 2T               |                  | 0 / 9    | 13-9    |
| Wuhan                     | Non Joué      | Non Joué      | Non Joué      | Non Joué      | Non Joué         | Non Joué         | Non Joué         | Non Joué         | Non Joué         | DF               | 2T               | 3T               | 2T               | 3T               |                  | 0 / 5    | 7-5     |
| Doha                      | WTA Premier   | WTA Premier   | WTA Premier   | QF            | Non Joué         | Non Joué         | Premier          | 2T               | QF               | 2T               | Premier          | 3T               | Premier          | DF               | Premier          | 0 / 6    | 11-6    |
| Dubaï                     | WTA Premier   | WTA Premier   | WTA Premier   | WTA Premier   | A                | 3T               | V                | WTA Premier      | WTA Premier      | WTA Premier      | DF               | Premier          | F                | Premier          |                  | 1 / 4    | 14-3    |
| Tokyo                     | Absente       | Absente       | Absente       | 1T            | 2T               | V                | 3T               | QF               | DF               | WTA Premier      | WTA Premier      | WTA Premier      | WTA Premier      | WTA Premier      | WTA Premier      | 1 / 6    | 12-5    |
| Statistiques en carrière  |               |               |               |               |                  |                  |                  |                  |                  |                  |                  |                  |                  |                  |                  |          |         |
| Tournois joués            | 2             | 11            | 19            | 24            | 26               | 22               | 23               | 23               | 23               | 20               | 24               | 20               | 22               | 19               |                  | 278      | 278     |
| Titres                    | 0             | 0             | 0             | 3             | 3                | 6                | 6                | 2                | 1                | 1                | 1                | 2                | 2                | 3                |                  | 30       | 30      |
| Finales jouées            | 0             | 0             | 0             | 4             | 8                | 8                | 8                | 4                | 2                | 3                | 3                | 2                | 8                | 4                |                  | 54       | 54      |
| V-D Dur                   | 0-2           | 10-5          | 14-9          | 42-13         | 36-17            | 44-9             | 40-11            | 42-14            | 33-14            | 42-15            | 27-17            | 31-13            | 40-13            | 26-12            |                  | 24 / 188 | 414-160 |
| V-D Terre                 | 0-0           | 5-3           | 7-6           | 7-5           | 23-6             | 15-6             | 20-5             | 5-4              | 2-6              | 1-2              | 7-4              | 0-0              | 12-6             | 9-4              |                  | 4 / 61   | 113-57  |
| V-D Gazon                 | 0-0           | 0-1           | 1-1           | 4-2           | 8-1              | 3-2              | 3-1              | 3-3              | 4-2              | 6-2              | 5-2              | 3-4              | 7-2              | 6-1              |                  | 2 / 25   | 54-24   |
| V-D Moquette              | 0-0           | 2-1           | 9-1           | 5-0           | Surface disparue | Surface disparue | Surface disparue | Surface disparue | Surface disparue | Surface disparue | Surface disparue | Surface disparue | Surface disparue | Surface disparue | Surface disparue | 0 / 4    | 16-2    |
| Total V-D                 | 0–2           | 17–10         | 31–17         | 58–20         | 67–24            | 62–17            | 63–17            | 50–21            | 39–22            | 49–19            | 39–23            | 34-17            | 59-21            | 41-17            |                  | 30 / 278 | 605-245 |
| % Victoires               | 0 %           | 63 %          | 65 %          | 74 %          | 74 %             | 78 %             | 79 %             | 70 %             | 64 %             | 72 %             | 75 %             | 67 %             | 74 %             | 71 %             |                  | 71 %     | 71 %    |
| Classement en fin d'année | NC            | 237           | 64            | 12            | 4                | 1                | 1                | 10               | 10               | 8                | 17               | 19               | 3                | 3                |                  |          |         |

## Gains en carrière
| Année     | Grand Chelem Titres en simple | WTA Titres en simple | Total Titres en simple | Gains($)                                                                 | Classement |
| --------- | ----------------------------- | -------------------- | ---------------------- | ------------------------------------------------------------------------ | ---------- |
| 2005–06   | 0                             | 0                    | 0                      | 40,586                                                                   | n/a        |
| 2007      | 0                             | 0                    | 0                      | 151,895                                                                  | 100        |
| 2008      | 0                             | 3                    | 3                      | 686,327                                                                  | 23         |
| 2009      | 0                             | 3                    | 3                      | 2,371,550                                                                | 6          |
| 2010      | 0                             | 6                    | 6                      | 4,446,488                                                                | 2          |
| 2011      | 0                             | 6                    | 6                      | 4,065,581                                                                | 2          |
| 2012      | 0                             | 2                    | 2                      | 2,408,670                                                                | 7          |
| 2013      | 0                             | 1                    | 1                      | 1,779,418                                                                | 12         |
| 2014      | 0                             | 1                    | 1                      | 3,372,350                                                                | 6          |
| 2015      | 0                             | 1                    | 1                      | 1,349,338                                                                | 24         |
| 2016      | 0                             | 2                    | 2                      | « 1,408,973 »(Archive.org • Wikiwix • Archive.is • Google • Que faire ?) | 24         |
| 2017      | 0                             | 2                    | 2                      | 4,748,518                                                                | 4          |
| 2018      | 1                             | 0                    | 1                      | 3,077,354                                                                | 1          |
| Carrière* | 1                             | 27                   | 28                     | 29,912,048                                                               | 4          |

*Au 5 février 2018

## Tête de série en Grand Chelem
| Année | Open d'Australie  | Roland-Garros     | Wimbledon         | US Open           |
| ----- | ----------------- | ----------------- | ----------------- | ----------------- |
| 2007  | Non joué          | Non tête de série | Wild Card         | Non tête de série |
| 2008  | Non tête de série | N°30              | N°31              | N°21              |
| 2009  | N°11              | N°10              | N°9               | N°9               |
| 2010  | N°4               | N°3               | N°3               | N°1               |
| 2011  | N°1               | N°1               | N°1               | N°1               |
| 2012  | N°1               | N°9               | N°7               | N°8               |
| 2013  | N°10              | N°10              | N°9               | N°6               |
| 2014  | N°10              | N°13              | N°16              | N°10              |
| 2015  | N°8               | N°5               | N°5               | N°4               |
| 2016  | N°16              | Non joué          | Non tête de série | Non tête de série |
| 2017  | N°17              | N°11              | N°5               | N°5               |
| 2018  | N°2               | N°2               | N°2               | N°2               |
| 2019  | N°2               | N°13              | N°14              | N°19              |

| Finaliste | Vainqueur |

## Victoires sur le top 10 par saison
Toutes ses victoires sur des joueuses classées dans le top 10 de la WTA lors de la rencontre.
| Saison    | 2005 | 2006 | 2007 | 2008 | 2009 | 2010 | 2011 | 2012 | 2013 | 2014 | 2015 | 2016 | 2017 | 2018 | Total |
| Victoires | 0    | 0    | 0    | 4    | 6    | 8    | 8    | 2    | 2    | 6    | 4    | 4    | 14   | 3    | 61    |

| #    | Joueuse              | Classement | Tournoi                                                 | Surface             | Tour   | Score              |
| ---- | -------------------- | ---------- | ------------------------------------------------------- | ------------------- | ------ | ------------------ |
| 2008 |                      |            |                                                         |                     |        |                    |
| 1.   | Marion Bartoli       | 9          | Qatar Ladies Open, Doha, Qatar                          | Dur                 | 2T     | 6-2, 6-3           |
| 2.   | Marion Bartoli       | 10         | Sony Open Tennis, Miami, États-Unis                     | Dur                 | 2T     | 6-3, 6-1           |
| 3.   | Svetlana Kuznetsova  | 4          | International Women's Open, Eastbourne, Grande-Bretagne | Gazon               | 2T     | 6-2, 6-2           |
| 4.   | Agnieszka Radwańska  | 10         | Nordic Light Open, Stockholm, Suède                     | Dur                 | DF     | 6-2, 6-2           |
| 2009 |                      |            |                                                         |                     |        |                    |
| 5.   | Elena Dementieva     | 4          | Sony Open Tennis, Miami, États-Unis                     | Dur                 | HF     | 7-5, 6-4           |
| 6.   | Elena Dementieva     | 3          | Family Circle Cup, Charleston, États-Unis               | Terre battue        | DF     | 6-4, 5-7, 7-5      |
| 7.   | Flavia Pennetta      | 10         | Pilot Pen Tennis, New Haven, États-Unis                 | Dur                 | DF     | 6-4, 6-1           |
| 8.   | Svetlana Kuznetsova  | 6          | US Open, New York City, États-Unis                      | Dur                 | HF     | 2-6, 7-65, 7-63    |
| 9.   | Victoria Azarenka    | 6          | Sony Ericsson Championships, Doha, Qatar                | Dur                 | Poules | 1-6, 6-4, 7-5      |
| 10.  | Vera Zvonareva       | 9          | Sony Ericsson Championships, Doha, Qatar                | Dur                 | Poules | 6-0, 67-7, 6-4     |
| 2010 |                      |            |                                                         |                     |        |                    |
| 11.  | Agnieszka Radwańska  | 8          | BNP Paribas Open, Indian Wells, États-Unis              | Dur                 | DF     | 6-2, 6-3           |
| 12.  | Francesca Schiavone  | 7          | Rogers Cup, Montréal, Canada                            | Dur                 | QF     | 6-3, 6-2           |
| 13.  | Agnieszka Radwańska  | 9          | Toray Pan Pacific Open, Tokyo, Japon                    | Dur                 | QF     | 5-0 ab.            |
| 14.  | Elena Dementieva     | 10         | Toray Pan Pacific Open, Tokyo, Japon                    | Dur                 | F      | 1-6, 6-2, 6-3      |
| 15.  | Vera Zvonareva       | 4          | China Open, Pékin, Chine                                | Dur                 | F      | 6-3, 3-6, 6-3      |
| 16.  | Elena Dementieva     | 9          | WTA Championships, Doha, Qatar                          | Dur                 | Poules | 6-1, 6-1           |
| 17.  | Francesca Schiavone  | 6          | WTA Championships, Doha, Qatar                          | Dur                 | Poules | 3-6, 6-1, 6-1      |
| 18.  | Vera Zvonareva       | 2          | WTA Championships, Doha, Qatar                          | Dur                 | DF     | 7-5, 6-0           |
| 2011 |                      |            |                                                         |                     |        |                    |
| 19.  | Francesca Schiavone  | 7          | Open d'Australie, Melbourne, Australie                  | Dur                 | QF     | 6-3, 3-6, 6-3      |
| 20.  | Jelena Janković      | 8          | Dubai Tennis Championships, Dubaï, EAU                  | Dur                 | DF     | 7-5, 6-3           |
| 21.  | Victoria Azarenka    | 9          | BNP Paribas Open, Indian Wells, États-Unis              | Dur                 | QF     | 3-0 ab.            |
| 22.  | Jelena Janković      | 8          | Family Circle Cup, Charleston, États-Unis               | Terre battue        | DF     | 6-4, 6-4           |
| 23.  | Jelena Janković      | 9          | Internazionali BNL d'Italia, Rome, Italie               | Terre battue        | QF     | 6-3, 1-6, 6-3      |
| 24.  | Francesca Schiavone  | 5          | Brussels Open, Bruxelles, Belgique                      | Terre battue        | DF     | 6-4, 4-6, 6-3      |
| 25.  | Francesca Schiavone  | 8          | Pilot Pen Tennis, New Haven, États-Unis                 | Dur                 | DF     | 7-62, 6-3          |
| 26.  | Agnieszka Radwańska  | 8          | TEB BNP Paribas WTA Championships, Istanbul, Turquie    | Dur (int.)          | Poules | 5-7, 6-2, 6-4      |
| 2012 |                      |            |                                                         |                     |        |                    |
| 27.  | Li Na                | 8          | Toray Pan Pacific Open, Tokyo, Japon                    | Dur                 | 3T     | 4-6, 6-3, 6-4      |
| 28.  | Samantha Stosur      | 9          | Kremlin Cup, Moscou, Russie                             | Dur (int.)          | F      | 6-2, 4-6, 7-5      |
| 2013 |                      |            |                                                         |                     |        |                    |
| 29.  | Angelique Kerber     | 6          | BNP Paribas Open, Indian Wells, États-Unis              | Dur                 | DF     | 2-6, 6-4, 7-5      |
| 30.  | Petra Kvitová        | 9          | Western & Southern Open, Cincinnati, États-Unis         | Dur                 | 3T     | 3-6, 6-2, 6-3      |
| 2014 |                      |            |                                                         |                     |        |                    |
| 31.  | Angelique Kerber     | 7          | Western & Southern Open, Cincinnati, États-Unis         | Dur                 | 3T     | 7-5, 6-2           |
| 32.  | Agnieszka Radwańska  | 5          | Western & Southern Open, Cincinnati, États-Unis         | Dur                 | QF     | 6-4, 7-65          |
| 33.  | Maria Sharapova      | 6          | US Open, New York City, États-Unis                      | Dur                 | HF     | 6-4, 2-6, 6-2      |
| 34.  | Maria Sharapova      | 2          | BNP Paribas WTA Finals, Singapour, Singapour            | Dur (int.)          | Poules | 7-64, 65-7, 6-2    |
| 35.  | Agnieszka Radwańska  | 6          | BNP Paribas WTA Finals, Singapour, Singapour            | Dur (int.)          | Poules | 7-5, 6-3           |
| 36.  | Petra Kvitová        | 3          | BNP Paribas WTA Finals, Singapour, Singapour            | Dur (int.)          | Poules | 6-2, 6-3           |
| 2015 |                      |            |                                                         |                     |        |                    |
| 37.  | Carla Suárez Navarro | 10         | Porsche Tennis Grand Prix, Stuttgart, Allemagne         | Terre battue (int.) | QF     | 6-0, 6-3           |
| 38.  | Simona Halep         | 3          | Porsche Tennis Grand Prix, Stuttgart, Allemagne         | Terre battue (int.) | DF     | 7-5, 5-7, 6-2      |
| 39.  | Agnieszka Radwańska  | 9          | Mutua Madrid Open, Madrid, Espagne                      | Terre battue        | 3T     | 6-3, 6-2           |
| 40.  | Angelique Kerber     | 9          | Toray Pan Pacific Open, Tokyo, Japon                    | Dur                 | QF     | 6-2, 2-6, 6-3      |
| 2016 |                      |            |                                                         |                     |        |                    |
| 41.  | Svetlana Kuznetsova  | 10         | US Open, New York City, États-Unis                      | Dur                 | 2T     | 6-4, 6-4           |
| 42.  | Madison Keys         | 9          | US Open, New York City, États-Unis                      | Dur                 | HF     | 6-3, 6-4           |
| 43.  | Carla Suarez Navarro | 8          | Toray Pan Pacific Open, Tokyo, Japon                    | Dur                 | 2T     | 7-64, 4-6, 6-4     |
| 44.  | Agnieszka Radwańska  | 4          | Toray Pan Pacific Open, Tokyo, Japon                    | Dur                 | DF     | 4-6, 7-5, 6-4      |
| 2017 |                      |            |                                                         |                     |        |                    |
| 45.  | Agnieszka Radwańska  | 6          | Qatar Total Open, Doha, Qatar                           | Dur                 | 2T     | 7-5, 6-3           |
| 46.  | Madison Keys         | 9          | BNP Paribas Open, Indian Wells, États-Unis              | Dur                 | HF     | 6-4, 6-4           |
| 47.  | Garbiñe Muguruza     | 6          | Miami Open presented by Itaú, Miami, États-Unis         | Dur                 | HF     | 7-61 ab.           |
| 48.  | Karolína Plíšková    | 3          | Miami Open presented by Itaú, Miami, États-Unis         | Dur                 | DF     | 6-4, 6-3           |
| 49.  | Svetlana Kuznetsova  | 9          | Roland Garros, Paris, France                            | Terre battue        | HF     | 6-1, 4-6, 6-2      |
| 50.  | Simona Halep         | 2          | Aegon International, Eastbourne, Grande-Bretagne        | Gazon               | QF     | 5-7, 6-4, 6-1      |
| 51.  | Agnieszka Radwańska  | 10         | Rogers Cup presented by National Bank, Toronto, Canada  | Dur                 | HF     | 6-3, 6-1           |
| 52.  | Karolína Plíšková    | 1          | Rogers Cup presented by National Bank, Toronto, Canada  | Dur                 | QF     | 7-5, 63-7, 6-4     |
| 53.  | Dominika Cibulková   | 9          | Toray Pan Pacific Open, Tokyo, Japon                    | Dur                 | QF     | 3-6, 7-65, 3-1 ab. |
| 54.  | Garbiñe Muguruza     | 1          | Toray Pan Pacific Open, Tokyo, Japon                    | Dur                 | DF     | 6-2, 6-0           |
| 55.  | Elina Svitolina      | 4          | BNP Paribas WTA Finals, Singapour, Singapour            | Dur (int.)          | Poules | 6-2, 6-0           |
| 56.  | Simona Halep         | 1          | BNP Paribas WTA Finals, Singapour, Singapour            | Dur (int.)          | Poules | 6-0, 6-2           |
| 57.  | Karolína Plíšková    | 3          | BNP Paribas WTA Finals, Singapour, Singapour            | Dur (int.)          | DF     | 7-69, 6-3          |
| 58.  | Venus Williams       | 5          | BNP Paribas WTA Finals, Singapour, Singapour            | Dur (int.)          | F      | 6-4, 6-4           |
| 2018 |                      |            |                                                         |                     |        |                    |
| 59.  | Simona Halep         | 1          | Open d'Australie, Melbourne, Australie                  | Dur                 | F      | 7-62, 3-6, 6-4     |
| 60.  | Angelique Kerber     | 9          | Qatar Total Open, Doha, Qatar                           | Dur                 | QF     | 7-64, 1-6, 6-3     |
| 61.  | Petra Kvitová        | 5          | BNP Paribas WTA Finals, Singapour, Singapour            | Dur (int.)          | Poules | 7-5, 3-6, 6-2      |

## Confrontations avec ses principales adversaires
Les ratios victoires-défaites de Wozniacki contre les joueuses qui ont été au moins une fois dans le Top 10 au 28 mars 2018 (au moins cinq rencontres).
- Serena Williams 1-10 : 9%
- Venus Williams 1-7 : 13 %
- Ana Ivanović 2-5 : 29 %
- Li Na 2-4 : 33 %
- Belinda Bencic 2-4 : 33 %
- Petra Kvitová 5-8: 38 %
- Maria Sharapova 4-6 : 40 %
- Julia Görges : 4-6 : 40 %
- Victoria Azarenka 5-7 : 42 %
- Angelique Kerber 6-8 : 43 %
- Vera Zvonareva 4-5 : 44 %
- Garbiñe Muguruza 3-3 : 50 %
- Jelena Janković 6-5 : 55 %
- Lucie Šafářová 4-3 : 57 %
- Svetlana Kuznetsova 8-6 : 57 %
- Samantha Stosur 7-5 : 58 %
- Elena Dementieva 5-3 : 63 %
- Agnieszka Radwańska 11-6 : 65 %
- Karolína Plíšková 6-3 : 67 %
- Roberta Vinci 4-2 : 67 %
- Simona Halep 5-2 : 71 %
- Dominika Cibulková 10-4 : 71 %
- Nadia Petrova 5-2 : 71 %
- Francesca Schiavone 5-2 : 71 %
- Carla Suarez Navarro 6-2 : 75 %
- Marion Bartoli 6-2 : 75 %
- Patty Schnyder 4-1 : 80 %
- Andrea Petkovic 4-1 : 80 %
- Maria Kirilenko 5-1 : 83 %
- Timea Bacsinszky 5-1 : 83 %
- Sloane Stephens 6-1 : 86 %
- Daniela Hantuchova 7-1 : 88 %
- Flavia Pennetta 7-1 : 88 %
- Ekaterina Makarova 7-1 : 88 %